# Armand Delessert
Armand Delessert, né à Bougy-Saint-Martin (Aubonne) le 17 février 1780 et mort à Bursinel le 15 août 1859, est un financier et grand négociant enrichi en France puis établi à Bursinel, sur la rive du lac Léman, dans le canton de Vaud.

## Biographie
Fils de Paul-Benjamin Delessert, banquier, propriétaire du château de Bougy-Saint-Martin, dans la commune d’Aubonne, Armand Delessert étudie à Mannheim et à Stuttgart avant d’entrer à 16 ans dans la banque de son oncle Étienne Delessert, à Paris. En 1802, à 22 ans, il devient négociant-armateur au Havre. Dès 1804, durant les guerres napoléoniennes, sa maison de commerce se déplace à Nantes puis, de 1805 à 1808, Armand Delessert passe, pour affaires, trois ans aux États-Unis.
À son retour, il épouse en 1810 Maria Archer, d’origine anglaise, dont les parents possèdent le domaine de l’Oujonnet à Bursinel. Le couple vit longtemps à Nantes, puis au Havre et revient définitivement s’installer en Suisse en 1825, faisant bâtir à Bursinel la villa Choisi, une remarquable demeure néoclassique due à l’architecte Luigi Bagutti.
Collectionneur de marbres antiques, Amand Delessert est également intéressé dans les progrès techniques de son temps. Ainsi, il projette en 1833 d'établir des courses régulières d'une automobile à vapeur entre Lausanne et Genève. Le gouvernement, toutefois, en refuse l'autorisation « afin d'éviter les dangers de la circulation sur la grande route »,.